# 金成珉
金成珉（韓語：김성민；1973年2月14日—2016年6月26日），原名金成澤（김성택），韓國男演員，大中華地區常見錯譯為「金政太」。

## 經歷
金成珉因体形和外貌优势，高中时成为业余的平面模特，参与拍摄服装广告图片，高中毕业后以高尔夫运动全国学生获奖者的身份进入瑞逸大学社会体育系高尔夫专业。但他一直未放弃当演员的理想，踏上漫长的追逐梦想的旅程。他曾做过电视广告模特，在舞台剧团任职演员，是1995年剧团《星座》19期出身。
2002年被SBS《坏女孩》剧组选去演一个配角。在拍摄《坏女孩》的同时，金成珉被选中出演MBC每日剧《人鱼小姐》男主角——《太阳日报》的报社记者李宙王。因出演《人鱼小姐》金成珉一举成名，荣获2002年MBC演技大赏中最佳新人奖和最佳萤幕情侣奖（与张瑞希）。
随着他在《人鱼小姐》中取得的巨大成功，他的人气也迅速提高。在短短的三、四年中迅速进入事业上的黄金时代，相继出演多部著名电视剧。2004又因出色塑造《花仙女》中武斌的形象荣MBC演技大赏中优秀男演员奖。
金成珉热爱表演艺术，他在表演上就有着非凡的天分，对艺术永无止境的追求使他为广大观众塑造了风格各异的角色。2006年成功地在《幻想的情侣》中展示他的喜剧表演天赋。但他并不把自己的表演风格局限于某一范围，始终在探索中，挖掘自己的潜力拓宽戏路，给人以耳目一新的感觉，从而使他的表演日臻完美，达到新的境界。由金成珉出演的电影《头师傅一体3；上司父一体》于2007年9月20日首映。
2010年底，因為服用毒品遭警方拘留，其後被判刑2年6個月，但是由於金成珉認錯態度良好以及考慮到他的家庭因素而從輕發落，將判決改為4年緩期執行和2年的保護觀察，演藝事業被迫中斷直至2012年以JTBC《我們能結婚嗎》復出。
2013年2月20日，與年長他4歲的牙醫李漢娜低調完婚。
2016年6月24日凌晨1時15分，金兒子報警指金成珉和妻子正在吵架，警察到達其住所後，金的妻子拒絕讓他們內進。在約10分鐘後，金妻考慮到金成珉經常在酒醉後提及考慮自殺而尋求警方協助。1時55分，金成珉被發現企圖在浴室自殺，在失去意識的情況下送院。下午12時30分，金完成手術後移送到恢復室，仍然昏迷。延至26日，於韓國當地時間10時15分，首爾聖母醫院醫療團隊最終判定金成珉腦死亡，家屬同意器官捐献，金成珉並於同日下午接受器官捐贈手術，遺愛人間（捐出腎臟、肝臟、角膜等器官，有5位病患受惠）。

## 演出作品

### 電視劇
- 2002年：MBC《背叛愛情》飾演 李宙王
- 2003年：MBC《出軌》
- 2004年：MBC《花仙女》飾演 金武彬
- 2005年：SBS《重返单身》
- 2005年：SBS《鑽石的眼淚》
- 2006年：MBC《幻想的情侣》飾演 朴比利
- 2008年：MBC《之前&之後整形外科》飾演 崔容宇
- 2008年：SBS《On Air》（客串）
- 2008年：MBC《家门的荣光》飾演 河泰英
- 2009年：MBC《賢內助女王》
- 2009年：MBC《老婆！給我飯》飾演 鄭善宇
- 2010年：KBS《名家》飾演 金元日
- 2010年：SBS《Coffee House》（客串）
- 2012年：JTBC《我們可以結婚嗎》飾演 南道賢
- 2013年：JTBC《再也無法忍受》飾演 黃康昊
- 2014年：JTBC《我們可以相愛嗎》飾演 金英鎬（客串）
- 2014年：tvN《三劍客》飾演 龍骨大

### 电影
- 2006年：《时间》
- 2007年：《头师傅一体3；上司父一体》
- 2008年：《我很幸福》
- 2011年：《比基尼外星人》

### 電視电影
- 《问号》（2006）

### 舞臺剧
- 《我的呀》（配角）

### 音乐喜剧
- 《滚乐咖啡》（配角）
- 2010年：《杀人魔杰克》（主角）

## 综艺节目
- KBS2《男人的资格》（2009～ ）

## 奖项
- 2002年：MBC演技大赏－新人奖、萤幕情侣奖（＆张瑞希）（人鱼小姐）
- 2004年：MBC演技大赏－优秀男演员奖（花王仙女）
- 2009年：KBS演艺大赏－最高综艺人奖（男人的资格）
- 2010年：Asia Model Festival Awards 2010－模特明星奖